# Каролайна
Каролайна (на английски: Carolina) е американски филм, романтична комедия с елементи на мелодрама от 2003 година. В главните роли участват Джулия Стайлс, Шърли Маклейн и Алесандро Нивола. В началото Кати Бейтс е трябвало да играе ролята на баба Мирабо, но по-късно ролята е дадена на Шърли Маклейн.
Филмът е историята на една амбициозна млада жена от не съвсем стандартно, ексцентрично семейство. Тя работи в телевизионно шоу в Лос Анджелис и има много добър приятел писател Албърт, който е и неин съсед. Единственото, което липсва в живота ѝ е съвършеният мъж. Когато тя го намира и го води на вечеря, той е шокиран и уплашен от ексцентричността на семейството ѝ и я напуска. Междувременно баба ѝ, която държи семейството заедно, умира в катастрофа и всички трябва да посрещнат новите предизвикателства на живота.